# Sibynomorphus oligozonatus
Sibynomorphus oligozonatus là một loài rắn trong họ Rắn nước. Loài này được Orces & Almendariz mô tả khoa học đầu tiên năm 1989.